# Барограф
Барограф (из др.-греч. βάρος «тяжесть, вес» и γράφω «пишу») или барометрограф — самопишущий прибор для непрерывной записи значений атмосферного давления. Применяется на метеорологических станциях, а также на самолётах и аэростатах для регистрации высоты (по изменению давления). 
В зависимости от принципа действия приёмной части барографы разделяют на анероидные барографы и ртутные — весовые и поплавковые. Распространены на практике анероидные барографы, приёмная часть которых состоит из нескольких анероидных коробок, скреплённых вместе. При изменении атмосферного давления коробки сжимаются или растягиваются, в результате чего их крышка перемещается вверх или вниз. Это перемещение передаётся перу, которое чертит кривую на разграфлённой ленте. 1 мм записи по вертикали соответствует около 1 мбар (1 мбар=100 н/м2). По времени полного оборота барабана барографы подразделяются на суточные и недельные. Работа барографа контролируется сравнением его с ртутным барометром.
Барограф с повышенной чувствительностью называется микробарографом, изменение давления в 0,1 мбар соответствует 1-3 мм вертикального перемещения пера.